# (3864) Søren
(3864) Søren es un asteroide perteneciente al cinturón de asteroides, descubierto el 6 de diciembre de 1986 por Poul Jensen desde el Observatorio Brorfelde, Holbæk, Dinamarca.

## Designación y nombre
Designado provisionalmente como 1986 XF. Fue nombrado Søren en homenaje a "Søren Augustesen", hijo de Karl Augustesen, un colega del descubridor.